# Henrik Hansen (luchador)
Henrik Hansen (Frederiksværk, Dinamarca, 26 de mayo de 1920-Estados Unidos, 23 de agosto de 2010) fue un deportista danés especialista en lucha grecorromana donde llegó a ser medallista de bronce olímpico en Londres 1948.

## Carrera deportiva
En los Juegos Olímpicos de 1948 celebrados en Londres ganó la medalla de bronce en lucha grecorromana estilo peso wélter, tras el luchador sueco Gösta Andersson (oro) y el húngaro Miklós Szilvási (plata).